# Jork (Niemcy)

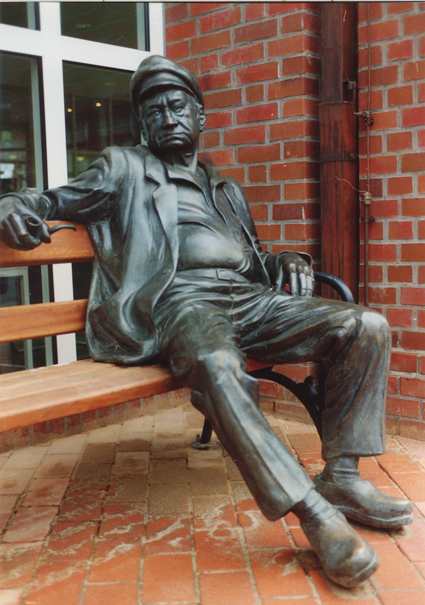
Sztuka do dotknięcia. De ole Schipper, pomnik z brązu wykonany przez rzeźbiarza Carstena Eggersa, w centrum Estebrügge

Jork – gmina samodzielna (niem. Einheitsgemeinde) w Niemczech, w kraju związkowym Dolna Saksonia, w powiecie Stade, położona przy południowo-zachodniej granicy Hamburga i jest centrum tak zwanego Altes Land.
Gmina Jork jest jednym z największych rejonów sadowniczych w Europie, największym rejonem sadowniczym w Europie Północnej.

## Podział administracyjny
W skład gminy Jork wchodzą następujące części miejscowości (Ortsteile): Jork, Borstel, Ladekop, Estebrügge, Königreich, Hove, Moorende. Gmina dzieli się na trzy parafie: Jork (St. Matthias), Borstel (St. Nikolai), Estebrügge (St. Martini).

## Historia
Po raz pierwszy Jork został pisemnie wspomniany w roku 1221, należał w tym czasie do Arcybiskupstwa Książęcego w Bremie. W 1648 roku arcybiskupstwo zostało przemienione w Księstwo Bremy, wchodzące w skład unii ze Szwedami, a od roku 1715 w unii z Królestwem Brytyjskim i Hanowerańskim. W roku 1807 na krótki okres zostało zaanektowane przez Królestwo Westfalii, nim zostało ono zaanektowane w 1810 roku przez Francję. W 1813 roku Księstwo zostało reaktywowane i nazwane Elektoratem Hanowerskim. W następnym czasie stał się Jork centrum administracyjnym regionu – Altes Land. W 1885 roku stał się siedzibą władz pruskiego powiatu Jork, w skład którego weszły: region Altes Land, gmina Neuland, jak również miasto Buxtehude. W 1932 roku Jork utracił funkcję siedziby władz administracyjnych, w następstwie czego powiat został rozwiązany a gmina Jork została włączona do powiatu Stade. W 1972 roku przeniesiono z Jorku Sąd Rejonowy. Gmina Jork w obecnym stanie została utworzona 1 lipca 1972 roku przez połączenie wyżej wymienionych – do tego czasu samodzielnych – gmin.

## Polityka

### Rada gminy
W skład rady gminy Jork wchodzi 29 radnych (28 radnych + wójt (Bürgermeister)). Rada gminy została wybrana w czasie wyborów do władz komunalnych w 2006 roku. W radzie gminy są reprezentowane następujące partie:
| Partia                | Mandaty |
| --------------------- | ------- |
| CDU                   | 10      |
| Bürgerverein Jork     | 9       |
| SPD                   | 5       |
| Bündnis 90/Die Grünen | 2       |
| FDP                   | 2       |

### Wójt
- Hans Oehms od 1972 do 1981 (†)
- Cord Michelsen od 1981 do 1986
- Hans-Hinrich Hauschildt od 1986 do 1991
- Dietmar Elsholz od 1991 do 2001
- Thies Hardorp od 2001 do 2004 (†)
- Richard Kladiwa od 1979 do 2004
- Rolf Lühmann od 27.06.2004 do 31.10.2011
- Gerd Hubert od 01.11.2011 do 31.10.2019
- Matthias Riel od 1.11.2019

## Herb
Blazonowanie: herb gminy ukazuje tarczę dwudzielną w pas. W polu błękitnym dwie ukośnie skrzyżowane belki szczytowe dachu zakończone głowami łabędzi. W polu srebrnym czerwony szpadel wbity w zielone wzgórze w podstawie tarczy pomiędzy dwoma dłoniami uformowanymi do złożenia przysięgi. Herb Jorku został zaprojektowany przez żyjącego w Jorku malarza i rzeźbiarza Carstena Eggersa.

## Zabytki

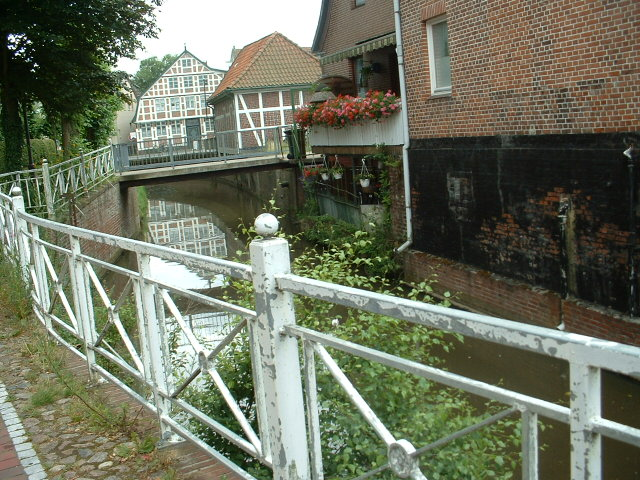
Widok Jorku

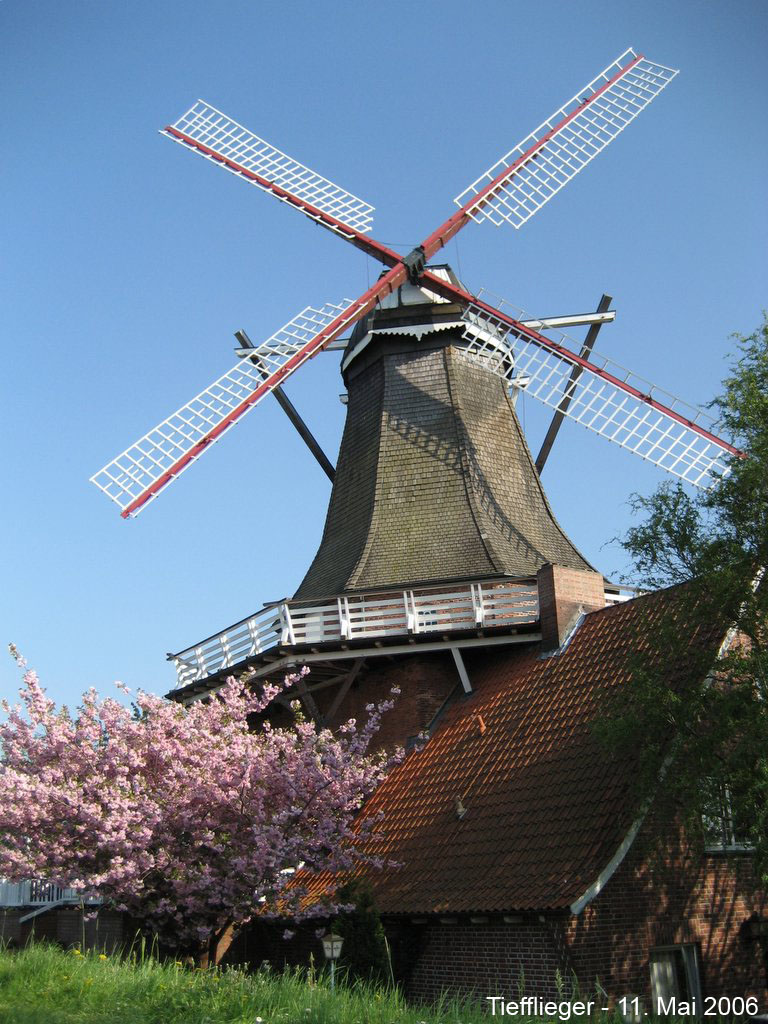
Młyn w Borstel

### Muzea
Muzeum Altes Land w Jorku

### Architektura
Na terenie całego regionu znajduje się wiele dobrze zachowanych starych zabudowań gospodarczych z murem pruskim. Przed wjazdem do takich zagród można napotkać bardzo ozdobnie wykonane bramy wjazdowe tzw. Altländer Tor. Inną atrakcję turystyczną stanowi, zbudowany na resztkach starego wału przeciwpowodziowego, młyn w dzielnicy Borstel. Na szczególną uwagę zasługuje ratusz, którego historia sięga XII wieku. Szczególnie dobrze zachował się pokój na pierwszym piętrze, w którym udzielane są śluby.
W dzielnicy Moorende znajduje się dwór Esteburg wybudowany na początku XVII wieku.

## Kultura
- rozmowy z Lessingiem – odbywają się od 1992 roku, corocznie na początku listopada
- festyn kwitnących sadów – pierwszy weekend maja
- jarmark w dzielnicy Estebrügge
- festyn „Otwarte Wrota” w zagrodach sadowników – drugi weekend września

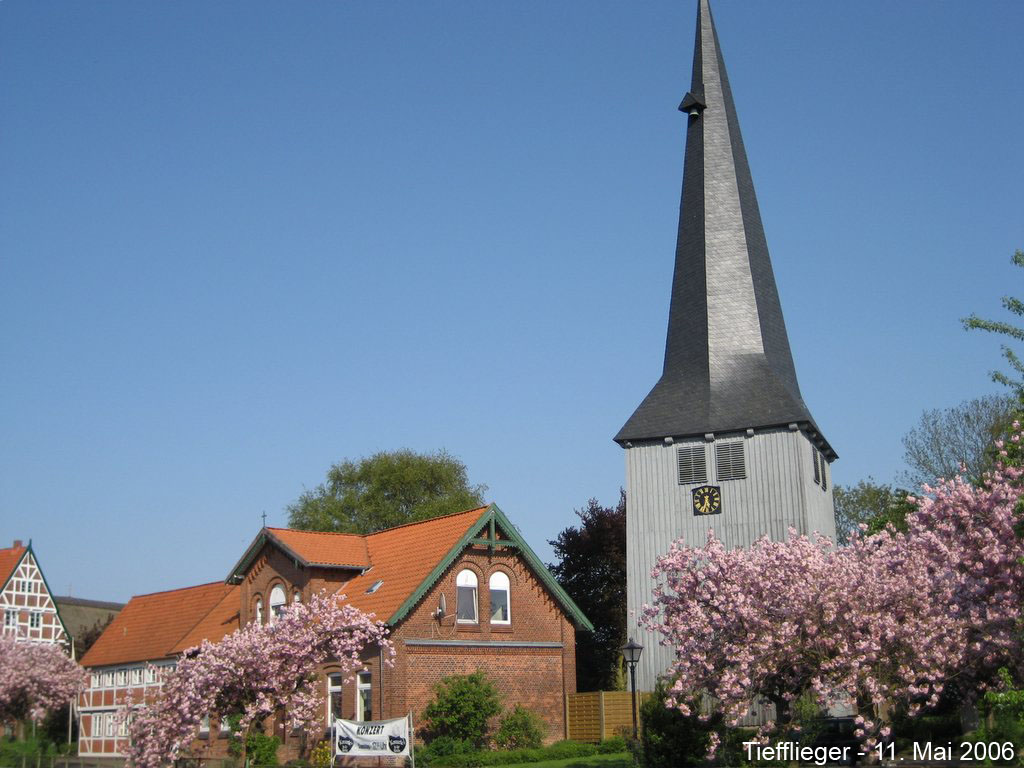
Kościół w Borstel

- jarmark Wikingów
- festyny towarzystw strzeleckich

## Transport
Połączenia komunikacyjne Jorku zapewniają cztery linie autobusowe spółki KVG Stade, która współpracuje z Hamburger Verkehrsverbund.
- linia nr 257 – Jork – Hamburg-Neuenfelde – S-Bahn Hamburg-Neugraben
- linia nr 2030 – Buxtehude – Dammhausen – Jork – Borstel – Steinkirchen
- linia nr 2031 – Jork – Estebrügge – Buxtehude
- linia nr 2357 – Stade – Hollern-Twielenfleth – Steinkirchen – Jork – Hamburg-Cranz

Dodatkowo kursują autobusy szkolne oraz lokalne taksówki.

## Osoby związane z gminą
- Carstena Eggersa(inne języki) – malarz i rzeźbiarz
- Claus Koepcke(inne języki) (1831-1911) – inżynier, architekt i naukowiec, urodzony w Borstel
- Peter Rehder(inne języki) (1843–1920) – inżynier hydrotechnik